# Exellia scamnopetala
Exellia scamnopetala är en kirimojaväxtart som först beskrevs av Arthur Wallis Exell, och fick sitt nu gällande namn av Raymond Boutique. Exellia scamnopetala ingår i släktet Exellia och familjen kirimojaväxter. Inga underarter finns listade i Catalogue of Life.